# Цеслярчик, Ханс
Ханс Цеслярчик (нем. Hans Cieslarczyk; 3 мая 1937, Херне, Вестфалия — 10 июня 2020, Оффенбург) — немецкий футболист, нападающий и тренер.

## Клубная карьера
Профессиональную карьеру начал в 1955 году в клубе «Зодинген», в котором провёл три сезона.
Своей игрой за эту команду привлёк внимание представителей тренерского штаба дортмундской «Боруссии», к составу которой присоединился в 1958 году. Отыграл за «чёрно-жёлтых» следующие четыре сезона.
С по 1962—1964 года защищал цвета клуба «Вестфалия 04».
В 1964 году перешёл в клуб «Карлсруэ», за который отыграл 4 сезона, после чего завершил профессиональную карьеру футболиста.

## Карьера за сборную
Дебют за сборную ФРГ состоялся 22 декабря 1957 года в товарищеском матче против сборной Венгрии (1:0).
Вошёл в состав сборной на чемпионат мира 1958 года в Швеции, где сборная ФРГ дошла до полуфинала, а Цеслярчик принял участие в двух матчах и отметился забитым голом в матче за 3-е место.
Всего за сборную Цеслярчик провёл 7 матчей и забил 3 гола.

### Голы за сборную
| #  | Дата          | Место                                    | Соперник     | Счёт | Результат | Турнир            |
| -- | ------------- | ---------------------------------------- | ------------ | ---- | --------- | ----------------- |
| 1. | 19 марта 1958 | Вальдштадион, Франкфурт-на-Майне, ФРГ    | Испания      | 2:0  | 2:0       | Товарищеский матч |
| 2. | 2 апреля 1958 | Страговский стадион, Прага, Чехословакия | Чехословакия | 1:1  | 3:2       | Товарищеский матч |
| 3. | 28 июня 1958  | Уллеви, Гётеборг, Швеция                 | Франция      | 1:1  | 6:3       | ЧМ 1958           |

## Карьера тренера
В 1975 году начал тренерскую карьеру. Вернувшись в футбол после небольшого перерыва, возглавил тренерский штаб клуба «Гройтер Фюрт».
Во второй половине 1970-х также возглавлял команды «Штутгартер Киккерс», «Саарбрюккен», «Аугсбург» и «Оффенбургер».
Последним местом тренерской работы был клуб «Ингольштадт», главным тренером которого Цеслярчик был с 1980 по 1981 года.